# Cranachan
Le cranachan est un dessert traditionnel écossais, fait avec de la crème fouettée, du whisky, du miel, des framboises et des flocons d'avoine. Il était dégusté pour célébrer la récolte de framboises, en juin.

## Historique
Le cranachan doit ses origines au crowdie, un petit déjeuner populaire dans lequel ce fromage était mélangé avec de l'avoine légèrement grillée, de la crème et du miel. Des framboises pouvaient être ajoutées. De nos jours, il est servi toute l'année, particulièrement lors d'occasions spéciales.

## Préparation
Traditionnellement, chaque ingrédient est apporté séparément sur la table et les convives s'en servent à leur convenance.
Les recettes du cranachan sont variées, chaque chef écossais aimant à proposer sa propre version du dessert traditionnel. En 2023, les chefs de cuisine de Buckingham Palace révèlent leur recette du cranachan.